# Contaminació odorífera
La contaminació odorífera és un tipus de contaminació atmosfèrica causada per les males olors. Aquestes deterioren la qualitat de l'aire, una problemàtica de difícil solució, ja que no existeix normativa específica que reguli aquest tema.

## Què és l'olor?
L'olor és la propietat organolèptica perceptible por l'òrgan olfactiu quan inspira substàncies volàtils. Com que és una reacció sensorial de determinades cèl·lules situades a la cavitat nasal, la relació entre olor i molèstia percebuda és complexa de definir.

## Tècniques d'avaluació de la contaminació odorífera
Per avaluar l'impacte odorífer s'utilitzen dos paràmetres: la concentració d'olor, uoE, definit per la norma tècnica europea UNE-EN 13725 com la quantitat de substància, o barreja de substàncies, olorant present en un metre cúbic de gas olorós, en condicions normals, en el llindar del panel de percepció; i la intensitat d'olor, que proporciona informació del grau de molèstia que causa una olor, paràmetre més útil pel que fa a l'avaluació de l'impacte odorífer.
Existeixen diferents metodologies per avaluar l'impacte odorífer sobre l'entorn, algunes de les més usades són:
- Inspeccions de camp: metodologia basada en l'observació i detecció de l'olor mitjançant observadors que s'emplacen en els punts del territori on es vol avaluar les molèsties per olors. L'objectiu és estimar el grau de molèstia en una determinada área problemàtica mitjançant l'ús de les capacitats olfactives d'un grup de persones especialment entrenades per a això.

- Nassos electrònics: dispositiu que consisteix en una sèrie de sensors que mesuren un gas específic o una mescla d'aquests, i que reaccionen de manera diferent a un mateix component químic. El contacte de la mostra olorosa amb els diferents sensors produeix una resposta que és avaluada conjuntament per a la totalitat dels sensors, de la mateixa manera com funcionaria una xarxa neuronal, on interaccionen els diferents receptors nerviosos.

- Olfactometria de camp: tècnica utilitzada per a mesurar la intensitat d'olor existent a l'aire en un lloc determinat. La tècnica consisteix en l'ús per part de persones entrenades d'un olfactòmetre, aparell que permet efectuar diferents nivells de dilució d'aire, i les va comparant amb un volum d'aire sense olor, fins a arribar a una relació de volum en la qual l'olor deixa de ser percebuda (llindar de detecció). La relació de volums indica la concentració d'olor existent en l'aire.

El nombre de queixes rebudes s'utilitza sovint com a eina que permet avaluar l'impacte odorífer, perquè un elevat nombre de queixes pot ser un indicador de l'existència de contaminació per olors.

## Com combatre la contaminació odorífera
Per tal de reduir l'emissió d'olors és necessari una correcta gestió de les instal·lacions i la incorporació de bones pràctiques. Com a mesures preventives, pel que fa a les instal·lacions industrials, un bon disseny de les xemeneies d'evacuació minimitza l'impacte de l'evacuació de gasos odorífers sobre l'entorn. Realitzar plans de bones pràctiques per a la correcta gestió de les activitats amb l'objectiu de reduir les possibles causes de generació d'olors atribuïdes a la manipulació, el transvasament, l'obertura de dipòsits, i qualsevol altra pràctica que pugui comportar l'alliberament de productes odorífers a l'atmosfera ajuda també a la prevenció d'aquesta problemàtica.